# Belarussischer Fußballpokal 2021/22
Der Belarussische Fußballpokal 2021/22 war die 31. Austragung des belarussischen Pokalwettbewerbs der Männer. Das Finale fand am 21. Mai 2022 statt.

## Modus
Im Gegensatz zur Liga wurde der Pokal im Herbst-Frühjahr-Rhythmus ausgetragen. Bis zum Achtelfinale wurden die Begegnungen in einem Spiel ausgetragen. Bei unentschiedenem Ausgang wurde zur Ermittlung des Siegers eine Verlängerung gespielt. Stand danach kein Sieger fest, folgte ein Elfmeterschießen. Ab dem Viertelfinale wurden die Sieger in Hin- und Rückspiel ermittelt. Der Pokalsieger qualifizierte sich für die UEFA Europa League.

## Teilnehmende Teams
| Wyschejschaja Liha (16) | Wyschejschaja Liha (16) | Perschaja Liha (11) | Perschaja Liha (11) |
| --- | --- | --- | --- |
| - BATE Baryssau - FK Dinamo Brest - FK Enerhetyk-BDU Minsk - FK Homel - FK Njoman Hrodna - FK Islatsch - FK Minsk - FK Dinamo Minsk | - FK Ruch Brest - FK Schachzjor Salihorsk - FK Slawija-Masyr - FK Sluzk - FK Smarhon - FK Sputnik Retschyza - FK Tarpeda-BelAS Schodsina - FK Wizebsk | - Arsenal Dsjarschynsk - Belschyna Babrujsk - FK Baranawitschy - Dnjapro Mahiljou - FK Krumkatschy Minsk - FK Lokomotiv Homel | - FK Lida - Naftan Nawapolazk - FK Orscha - FK Slonim-2017 - FK Wolna Pinsk |
| Druhaja Liha (74) | | | |
| - Adsinstwa Dsjarschynsk - FSK Aschmjany - FK Assipowitschy - FK Astrawez - FK AwijaDar Orscha - FK Atlant Kobryn - Belaja Rus Dsjatlawa - FK Berasino - Bumprom Homel - FK Brestschylbud - FK Drahitschyn - FK Enerhetyk-BDATU Minsk - Euraekspart Wyssokaje - FK Falko Tscharkasy - FK Gasawik Wizebsk - Haradozkija Lwy - FK Hranit Mikaschewitschy - FK Horki - FK Hlybokaje | - SchKH Hrodna - FSK Hrodsenski Skidsel - FK Iwanawa - FK Iwazewitschy - FK Kaszjukowitschy - FK Klezk - FK Krasnapolle - FK Kretschat Bjarosa - FK Kronan Stoubzy - FK Krupki-DRBU-164 - FK Kolas Tscherwen - FK Lepel - FK Ljashas Homel - FK Ljuban - FK Luninez - FK Maladsetschna-2018 - FK Malaryta - FK Mantaschnik Masyr - FK Masty | - MNPS Masyr - FK Maxline Rahatschou - BDU Minsk - FK Mjory - Nadseja Baranawitschy - FK Nywa Dolbizno - FK Nywa Talatschyn - FK Njaswitsch - Nowaja Pripjat Alschany - Partizan Salihorsk - FK Pastawy - FK Polazk-2019 - FK Pradzentr Wizebsk - FK Pruschany - FK Schlobin - FK Schtschutschyn - FK Sjanno - FK Slonim City | - FK Smaljawitschy - Smena Waukawysk - SMIautatrans Smaljawitschy - Spartak Schklou - Spartak Sluzk - FK Stanles Pinsk - FK Staryja Darohi - DJuSSch Stolin - Stoitel Kapyl - FK Swetlahorsk - FK Swislatsch - FK Tschajka Selwa - FK Tschaschniki - FK Usda - Wertikal Kalinkawitschy - Wiktorija Marjina Horka - FK Wilija Wilejka - Zementnik Krasnaselski |
| Amatarskaja Liha (1) | | | |
| * FSK Uradschajnaja | | | |

## Vorrunde
Teilnehmer waren 69 Drittligisten und ein Amateurverein.
| Datum      |                                 | Ergebnis              |                               |
| ---------- | ------------------------------- | --------------------- | ----------------------------- |
| 08.05.2021 | DJuSSch Stolin (III)            | 03:0 1                | Nadseja Baranawitschy (III)   |
| 08.05.2021 | FK Malaryta (III)               | 8:0                   | Euraekspart Wyssokaje (III)   |
| 08.05.2021 | FK Ljashas Homel (III)          | 4:3 n. V.             | Wertikal Kalinkawitschy (III) |
| 08.05.2021 | FK Horki (III)                  | 1:0                   | FK Krasnapolle (III)          |
| 08.05.2021 | FK Hranit Mikaschewitschy (III) | 1:4                   | FK Stanles Pinsk (III)        |
| 08.05.2021 | FK Drahitschyn (III)            | 0:1                   | FK Kretschat Bjarosa (III)    |
| 08.05.2021 | Haradozkija Lwy (III)           | 7:0                   | FK Tschaschniki (III)         |
| 08.05.2021 | FK Mjory (III)                  | 0:3                   | FK Lepel (III)                |
| 08.05.2021 | FK Sjanno (III)                 | 4:2                   | FK Polazk-2019 (III)          |
| 08.05.2021 | FK Mantaschnik Masyr (III)      | 2:1                   | Bumprom Homel (III)           |
| 08.05.2021 | FK Maladsetschna-2018 (III)     | 5:0                   | FK Kolas Tscherwen (III)      |
| 08.05.2021 | FK Krupki-DRBU-164 (III)        | 2:1                   | Adsinstwa Dsjarschynsk (III)  |
| 08.05.2021 | FK Wilija Wilejka (III)         | 0:5                   | FK Smaljawitschy (III)        |
| 08.05.2021 | Stoitel Kapyl (III)             | 0:0 n. V. (3:1 i. E.) | Wiktorija Marjina Horka (III) |
| 08.05.2021 | FK Iwazewitschy (III)           | 3:0                   | FK Iwanawa (III)              |
| 08.05.2021 | FK Schlobin (III)               | 2:2 n. V. (4:5 i. E.) | FK Swetlahorsk (III)          |
| 08.05.2021 | FK Berasino (III)               | 0:4                   | FK Falko Tscharkasy (III)     |
| 08.05.2021 | FK Ljuban (III)                 | 2:5                   | FK Klezk (III)                |
| 08.05.2021 | FSK Hrodsenski Skidsel (III)    | 1:0 n. V.             | FK Tschajka Selwa (III)       |
| 08.05.2021 | FSK Aschmjany (III)             | 1:0                   | Smena Waukawysk (III)         |
| 08.05.2021 | FK Brestschylbud (III)          | 2:0                   | FK Nywa Dolbizno (III)        |
| 09.05.2021 | BDU Minsk (III)                 | 3:0                   | Spartak Sluzk (III)           |
| 09.05.2021 | FK Staryja Darohi (III)         | 5:3 n. V.             | FK Njaswitsch (III)           |
| 09.05.2021 | FK Pradzentr Wizebsk (III)      | 0:2                   | FK Gasawik Wizebsk (III)      |
| 09.05.2021 | FK Enerhetyk-BDATU Minsk (III)  | 0:2                   | Partizan Salihorsk (III)      |
| 09.05.2021 | FK Luninez (III)                | 5:2                   | Nowaja Pripjat Alschany (III) |
| 09.05.2021 | FK Nywa Talatschyn (III)        | 3:1 n. V.             | FK AwijaDar Orscha (III)      |
| 09.05.2021 | FK Atlant Kobryn (III)          | 5:1                   | FK Pruschany (III)            |
| 09.05.2021 | FK Pastawy (III)                | 2:1                   | FK Hlybokaje (III)            |
| 09.05.2021 | FK Astrawez (III)               | 11:00                 | FK Slonim City (III)          |
| 09.05.2021 | Belaja Rus Dsjatlawa (III)      | 1:1 n. V. (0:3 i. E.) | MNPS Masyr (III)              |
| 09.05.2021 | FK Swislatsch (III)             | 0:5                   | SchKH Hrodna (III)            |
| 09.05.2021 | FK Maxline Rahatschou (III)     | 6:0                   | MNPS Masyr (III)              |
| 09.05.2021 | FK Schtschutschyn (III)         | 1:2                   | Zementnik Krasnaselski (III)  |
| 09.05.2021 | FK Usda (III)                   | 4:2                   | FSK Uradschajnaja (A)         |

## 1. Qualifikationsrunde
Teilnehmer waren die 35 Sieger der Vorrunde und weitere 5 Drittligisten (FK Assipowitschy, FK Kaszjukowitschy, FK Kronan Stoubzy, SMIautatrans Smaljawitschy und Spartak Schklou).
| Datum      |                                  | Ergebnis  |                              |
| ---------- | -------------------------------- | --------- | ---------------------------- |
| 22.05.2021 | FK Falko Tscharkasy (III)        | 2:7       | FK Maladsetschna-2018 (III)  |
| 22.05.2021 | FK Atlant Kobryn (III)           | 3:2       | FK Kretschat Bjarosa (III)   |
| 22.05.2021 | FK Pastawy (III)                 | 0:1       | FK Gasawik Wizebsk (III)     |
| 22.05.2021 | FK Swetlahorsk (III)             | 1:3       | FK Maxline Rahatschou (III)  |
| 22.05.2021 | FK Assipowitschy (III)           | 2:1       | FK Horki (III)               |
| 22.05.2021 | FK Stanles Pinsk (III)           | 5:0       | FK Luninez (III)             |
| 22.05.2021 | FK Lepel (III)                   | 3:1 n. V. | FK Nywa Talatschyn (III)     |
| 22.05.2021 | SMIautatrans Smaljawitschy (III) | 1:3       | FK Smaljawitschy (III)       |
| 22.05.2021 | FK Malaryta (III)                | 4:2 n. V. | FK Brestschylbud (III)       |
| 22.05.2021 | Stoitel Kapyl (III)              | 2:1       | BDU Minsk (III)              |
| 22.05.2021 | FK Klezk (III)                   | 0:3       | FK Kronan Stoubzy (III)      |
| 23.05.2021 | DJuSSch Stolin (III)             | 2:8       | FK Iwazewitschy (III)        |
| 23.05.2021 | Haradozkija Lwy (III)            | 0:1 n. V. | FK Sjanno (III)              |
| 23.05.2021 | FK Ljashas Homel (III)           | 4:1       | FK Mantaschnik Masyr (III)   |
| 23.05.2021 | FSK Aschmjany (III)              | 1:2 n. V. | FSK Hrodsenski Skidsel (III) |
| 23.05.2021 | FK Masty (III)                   | 3:5 n. V. | Zementnik Krasnaselski (III) |
| 23.05.2021 | Partizan Salihorsk (III)         | 5:1       | FK Staryja Darohi (III)      |
| 23.05.2021 | SchKH Hrodna (III)               | 0:2       | FK Astrawez (III)            |
| 23.05.2021 | Spartak Schklou (III)            | 1:2 n. V. | FK Kaszjukowitschy (III)     |
| 23.05.2021 | FK Usda (III)                    | 5:1       | FK Krupki-DRBU-164 (III)     |

## 2. Qualifikationsrunde
Teilnehmer waren die 20 Sieger der ersten Qualifikationsrunde und 10 Zweitligisten. Die unterklassigen Teams hatten Heimrecht.
| Datum      |                              | Ergebnis              |                             |
| ---------- | ---------------------------- | --------------------- | --------------------------- |
| 29.05.2021 | FK Maxline Rahatschou (III)  | 2:4 n. V.             | FK Wolna Pinsk (II)         |
| 29.05.2021 | FK Sjanno (III)              | 1:6                   | FK Lokomotiv Homel (II)     |
| 29.05.2021 | FK Gasawik Wizebsk (III)     | 1:8                   | Naftan Nawapolazk (II)      |
| 29.05.2021 | FK Astrawez (III)            | 1:1 n. V. (1:4 i. E.) | FK Baranawitschy (II)       |
| 29.05.2021 | FK Iwazewitschy (III)        | 0:5                   | Arsenal Dsjarschynsk (II)   |
| 29.05.2021 | FK Atlant Kobryn (III)       | 0:3                   | Belschyna Babrujsk (II)     |
| 29.05.2021 | FK Stanles Pinsk (III)       | 3:2                   | FK Slonim-2017 (II)         |
| 29.05.2021 | FK Malaryta (III)            | 11:00                 | FK Kaszjukowitschy (III)    |
| 29.05.2021 | FK Kronan Stoubzy (III)      | 1:4                   | Dnjapro Mahiljou (II)       |
| 30.05.2021 | Zementnik Krasnaselski (III) | 0:3                   | Partizan Salihorsk (III)    |
| 30.05.2021 | FK Assipowitschy (III)       | 1:2                   | FK Maladsetschna-2018 (III) |
| 30.05.2021 | Stoitel Kapyl (III)          | 0:4                   | FK Orscha (II)              |
| 30.05.2021 | FK Lepel (III)               | 0:1                   | FK Smaljawitschy (III)      |
| 30.05.2021 | FSK Hrodsenski Skidsel (III) | 1:6                   | FK Lida (II)                |
| 16.06.2021 | FK Ljashas Homel (III)       | 1:1 n. V. (2:4 i. E.) | FK Usda (III)               |

## 1. Runde
Teilnehmer waren die 15 Sieger der zweiten Qualifikationsrunde, mit dem FK Krumkatschy Minsk ein weiterer Zweitligist und die 16 Mannschaften der Wyschejschaja Liha 2021. Die unterklassigen Teams hatten Heimrecht.
| Datum      |                             | Ergebnis              |                                |
| ---------- | --------------------------- | --------------------- | ------------------------------ |
| 22.06.2021 | FK Krumkatschy Minsk (II)   | 1:1 n. V. (4:5 i. E.) | FK Njoman Hrodna (I)           |
| 22.06.2021 | FK Baranawitschy (II)       | 1:6                   | BATE Baryssau (I)              |
| 22.06.2021 | FK Wolna Pinsk (II)         | 0:1                   | FK Slawija-Masyr (I)           |
| 22.06.2021 | FK Orscha (II)              | 2:6                   | FK Homel (I)                   |
| 22.06.2021 | FK Maladsetschna-2018 (III) | 0:4                   | FK Enerhetyk-BDU Minsk (I)     |
| 22.06.2021 | Arsenal Dsjarschynsk (II)   | 2:1                   | FK Smarhon (I)                 |
| 22.06.2021 | Dnjapro Mahiljou (II)       | 2:1                   | FK Minsk (I)                   |
| 23.06.2021 | FK Malaryta (III)           | 1:2                   | FK Sluzk (I)                   |
| 23.06.2021 | Belschyna Babrujsk (II)     | 1:3                   | FK Ruch Brest (I)              |
| 23.06.2021 | FK Lokomotiv Homel (II)     | 3:3 n. V. (4:2 i. E.) | FK Islatsch (I)                |
| 23.06.2021 | FK Smaljawitschy (III)      | 1:3                   | FK Wizebsk (I)                 |
| 23.06.2021 | FK Lida (II)                | 0:3                   | FK Dinamo Minsk (I)            |
| 23.06.2021 | Partizan Salihorsk (III)    | 2:2 n. V. (1:3 i. E.) | FK Sputnik Retschyza (I)       |
| 10.07.2021 | Naftan Nawapolazk (II)      | 2:2 n. V. (4:5 i. E.) | FK Dinamo Brest (I)            |
| 10.07.2021 | FK Stanles Pinsk (III)      | 0:2                   | FK Tarpeda-BelAS Schodsina (I) |
| 19.07.2021 | FK Usda (III)               | 0:3                   | FK Schachzjor Salihorsk (I)    |

## Achtelfinale
Teilnehmer waren die 16 Sieger der ersten Runde.
| Datum      |                                | Ergebnis              |                           |
| ---------- | ------------------------------ | --------------------- | ------------------------- |
| 07.08.2021 | FK Sputnik Retschyza (I)       | 00:3 1                | Dnjapro Mahiljou (II)     |
| 07.08.2021 | FK Enerhetyk-BDU Minsk (I)     | 0:4                   | FK Njoman Hrodna (I)      |
| 07.08.2021 | FK Sluzk (I)                   | 0:4                   | FK Dinamo Minsk (I)       |
| 07.08.2021 | FK Wizebsk (I)                 | 0:0 n. V. (5:4 i. E.) | Arsenal Dsjarschynsk (II) |
| 08.08.2021 | FK Slawija-Masyr (I)           | 1:2                   | BATE Baryssau (I)         |
| 08.08.2021 | FK Tarpeda-BelAS Schodsina (I) | 0:0 n. V. (5:4 i. E.) | FK Lokomotiv Homel (II)   |
| 08.08.2021 | FK Dinamo Brest (I)            | 2:0                   | FK Ruch Brest (I)         |
| 09.08.2021 | FK Schachzjor Salihorsk (I)    | 1:2 n. V.             | FK Homel (I)              |

## Viertelfinale
| Datum             |                      | Gesamt |                                | Hinspiel | Rückspiel |
| ----------------- | -------------------- | ------ | ------------------------------ | -------- | --------- |
| 06.03./12.03.2022 | FK Dinamo Minsk (I)  | 2:4    | FK Homel (I)                   | 1:1      | 1:3       |
| 06.03./12.03.2022 | FK Wizebsk (I)       | 2:1    | FK Dinamo Brest (I)            | 2:0      | 0:1       |
| 07.03./13.03.2022 | FK Njoman Hrodna (I) | 3:0    | Dnjapro Mahiljou (II)          | 3:0      | 0:0       |
| 09.03./13.03.2022 | BATE Baryssau (I)    | 2:1    | FK Tarpeda-BelAS Schodsina (I) | 1:1      | 1:0       |

## Halbfinale
| Datum             |                      | Gesamt |                   | Hinspiel | Rückspiel |
| ----------------- | -------------------- | ------ | ----------------- | -------- | --------- |
| 06.04./27.04.2022 | FK Njoman Hrodna (I) | 2:3    | BATE Baryssau (I) | 2:1      | 0:2       |
| 07.04./27.04.2022 | FK Homel (I)         | 2:1    | FK Wizebsk (I)    | 2:0      | 0:1       |

## Finale
| Paarung        | BATE Baryssau – FK Homel |
| Ergebnis       | 1:2 (1:0) |
| Datum          | 21. Mai 2022 |
| Stadion        | Dinamo-Stadion, Minsk |
| Zuschauer      | 10.587 |
| Schiedsrichter | Wital Sewaszjanik |
| Tore           | 1:0 Jakov Filipović (21.) 1:1 Maksim Bardatschou (62. Eigentor) 1:2 Sjarhej Mazwejtschyk (67.) |
| BATE Baryssau  | Andrej Kudrawez – Danila Njatschaju, Jakov Filipović, Maksim Bardatschou, Alexander Filipović – Willum Þór Willumsson, Alexej Nasko (73. Waleryj Hromyka), Stanislau Drahun – Dsmitryj Bjassmertny, Nemanja Milić, Uladsislau Malkewitsch. Cheftrainer: Alexander Michailow                                                             |
| FK Homel       | Djanis Sadouski – Kanstanzin Kutschynski, Sjarhej Mazwejtschyk, Artjom Sokol, Yann Emmanuel Affi – Igor Costrov – Andrej Patapenka (56. Wasil Soupel), Illja Aleksijewitsch, AljaksandrAnufryjeu (88. Kiryl Jermakowitsch), Raymond Adeola (Ihar Kusmjanok) – Giorgi Gogolaschwili (82. Jurij Pantja). Cheftrainer: Wladsimir Njawinski |
| Gelbe Karten   | keine – Giorgi Gogolaschwili, Djanis Sadouski |